# Elyhordeum arachleicum
Elyhordeum arachleicum är en gräsart som beskrevs av Galina A. Peschkova. Elyhordeum arachleicum ingår i släktet Elyhordeum och familjen gräs. Inga underarter finns listade i Catalogue of Life.